# David Cheruiyot
David Emmanuel Cheruiyot (14 april 1970) is een Keniaanse langeafstandsloper, die gespecialiseerd is in de marathon. Hij schreef verschillende marathons op zijn naam.
Cheruiyot won in 2006 de marathon van Houston, de marathon van Ottawa en de marathon van Toronto. In 2006 werd hij vijfde in op de marathon van Ottawa in 2:11.08. Ook won hij dat jaar de marathon van Houston voor de tweede maal.
Op 27 mei 2007 won hij de marathon van Ottawa in een parcoursrecord van 2:10.35.

## Persoonlijke records
| Onderdeel | Prestatie | Datum       | Plaats |
| --------- | --------- | ----------- | ------ |
| marathon  | 2:10.36   | 27 mei 2007 | Ottawa |

## Palmares

### 3000 m
- 1998:  Eurajoki International Meeting - 8.02,05

### 10.000 m
- 1998:  Nordic Challenge (Honka) in Karstula - 29.24,34

### 10 km
- 2000: 5e Eldoret - 28.54,0
- 2000:  Sao Paulo Classic - 28.46
- 2001:  Corrida Internacional San Felipe y Santiago in Montevideo - 30.24
- 2002: 4e Corrida Int'l San Felipe y Santiago de Montevideo - 29.29

### 15 km
- 2000:  Kerzerslauf - 44.01,0
- 2000: 6e São Silvestre - 44.15
- 2001:  Prova Pedestre Sargento Gonzaguinha in Sao Paulo - 44.32

### halve marathon
- 1999: 4e halve marathon van St Denis - 1:02.58
- 2000:  halve marathon van Blagnac - 1:02.46
- 2006: 4e halve marathon van Austin - 1:09.21
- 2006:  halve marathon van Klagenfurt - 1:07.03

### marathon
- 2004: 6e marathon van Nairobi - 2:15.35
- 2005:  marathon van Houston - 2:14.50
- 2005: 4e marathon van Austin - 2:15.24
- 2005:  marathon van Ottawa - 2:14.20,3
- 2005:  marathon van Toronto - 2:17.12,2
- 2005: 7e marathon van Ljubljana - 2:23.51
- 2005:  marathon van Taipei - 2:13.39
- 2006:  marathon van Houston - 2:12.02
- 2006: 6e marathon van Casablanca - 2:18.30
- 2006:  marathon van Ottawa - 2:11.07,7
- 2006:  marathon van Mexico-Stad - 2:17.50
- 2006: 6e marathon van Baltimore - 2:18.28
- 2007: 5e marathon van Houston - 2:15.55
- 2007:  marathon van Ottawa - 2:10.35,4
- 2007:  marathon van Istanboel - 2:11.00
- 2007:  marathon van Singapore - 2:14.43
- 2008:  marathon van Houston - 2:12.32
- 2008:  marathon van Ottawa - 2:10.59,8
- 2008: 4e marathon van Duluth - 2:15.33
- 2008:  marathon van Detroit - 2:16.44
- 2008: 14e marathon van Singapore - 2:22.11
- 2009:  marathon van Birmingham - 2:23.23
- 2009:  marathon van Ottawa - 2:13.22,6
- 2009: 7e marathon van Duluth - 2:21.35
- 2011: 11e marathon van Houston - 2:24.07
- 2011: 6e marathon van Jacksonville Beach - 2:26.32